# João Evangelista Pimentel Lavrador
João Evangelista Pimentel Lavrador (Mira, 18  février 1956) est un évêque catholique portugais. Il est évêque de Viana do Castelo.